# Partidul Laburist al Insulelor Solomon
Partidul Laburist al Insulelor Solomon (Solomon Islands Labour Party) este un partid politic socialist din Insulele Solomon.
Partidul a fost fondat în anul 1988 de către Consiliul Sindicatelor din Insulele Solomon.
Liderul partidului este Joses Tuhanuku.
La alegerile parlamentare din anul 2006, partidul a obținut 1733 de voturi (0.9%), dar partidul nu a reușit să câștige nici un loc în parlament.